# Dragijci
Dragijci (bułg. Драгийци) – wieś w Bułgarii, w obwodzie Wielkie Tyrnowo, w gminie Elena. W 2024 roku pozostał 1 mieszkaniec.